# Michelbach (Aglasterhausen)

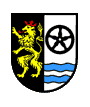
Wappen von Michelbach

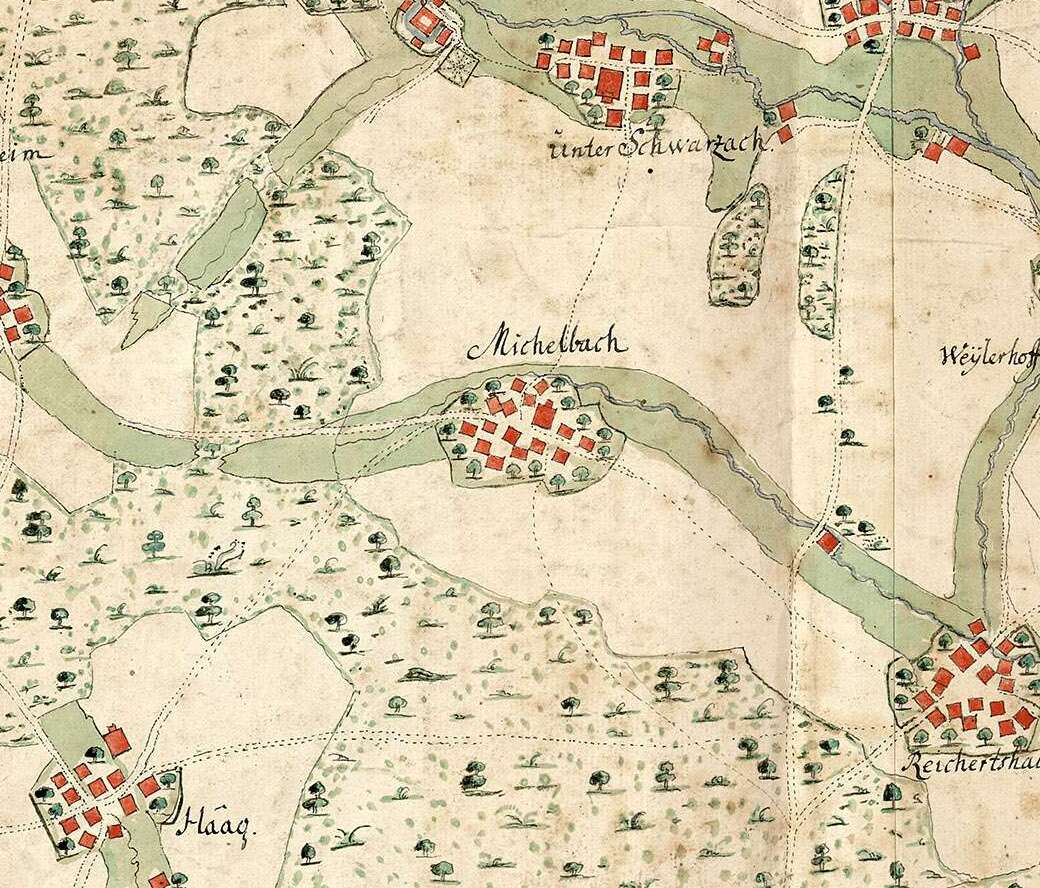
Michelbach auf einer Karte von 1748

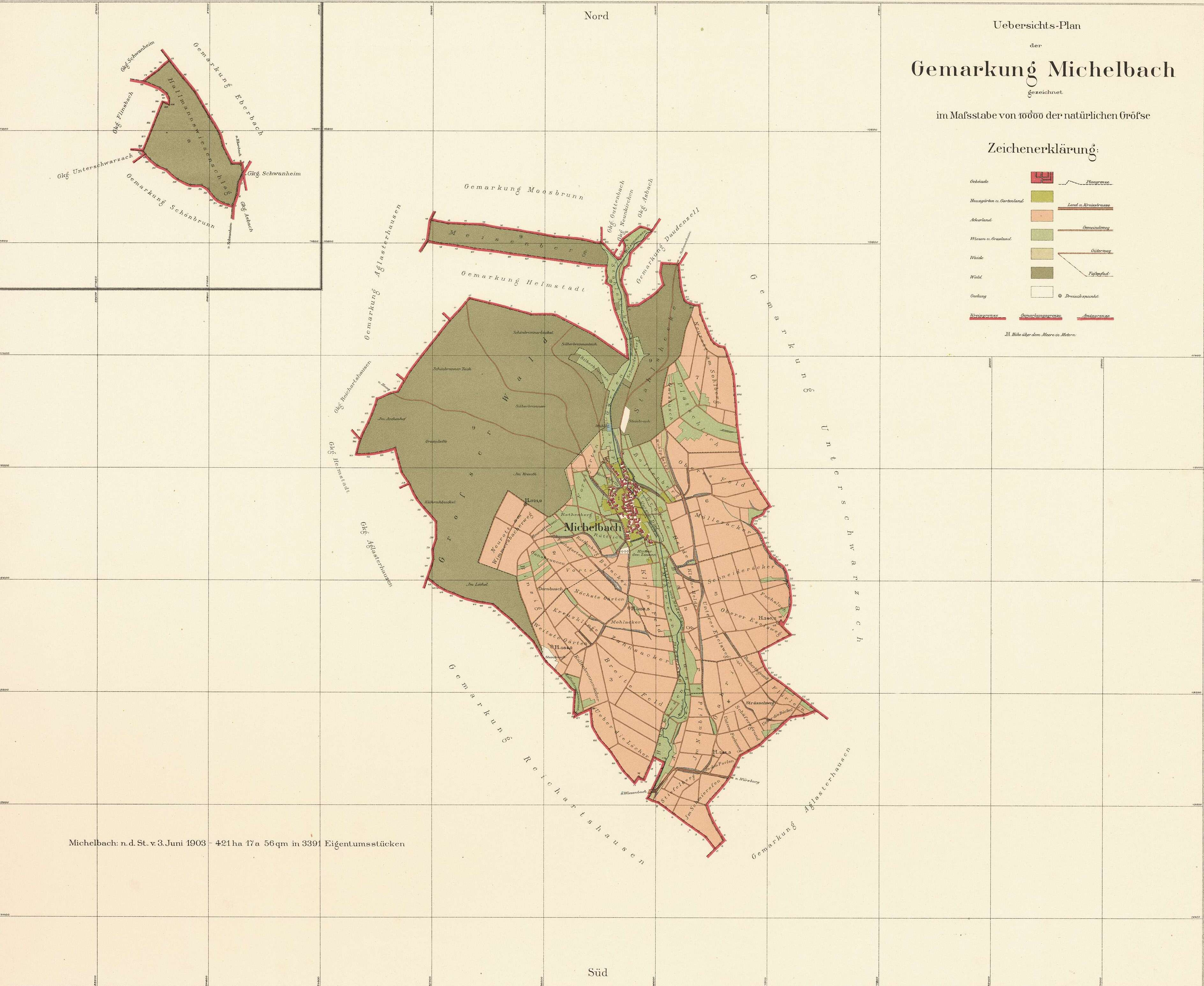
Gemarkung Michelbach, Stand 1903

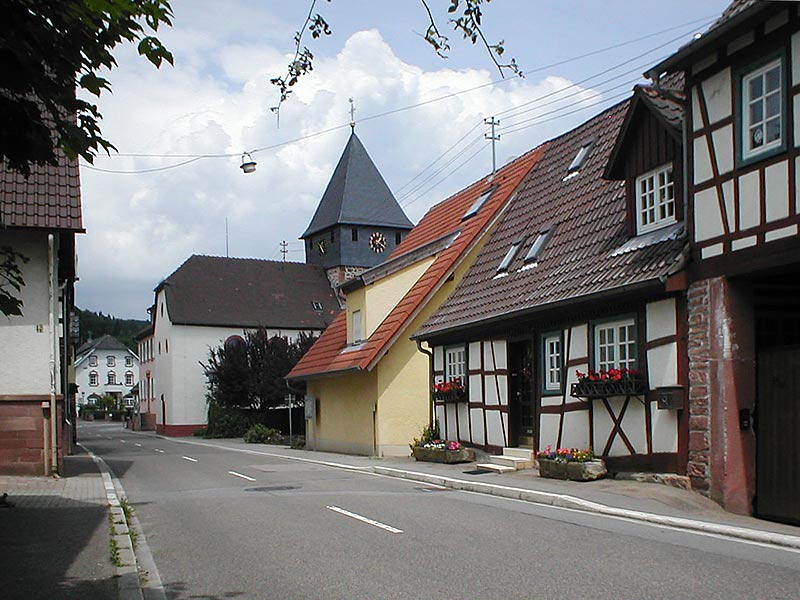
Ortsmitte von Michelbach

Michelbach ist eine Ortschaft im Nordwesten von Baden-Württemberg. Es bildet heute einen Teil der Gemeinde Aglasterhausen im Neckar-Odenwald-Kreis.

## Geographie
Michelbach liegt im Übergangsbereich des Kleinen Odenwaldes zum Kraichgau im Tal des Forellenbaches, der nach Süden fließt, um in den Schwarzbach zu münden. Die Gegend ist hügelig und dünn besiedelt.
Benachbarte Gemeinden (auch ehemalige) sind, beginnend im Nordosten und dann im Uhrzeigersinne, Unterschwarzach, Aglasterhausen, Reichartshausen, Helmstadt, Moosbrunn, Guttenbach, Neunkirchen, Asbach und Daudenzell.
Hinzu kommt ein Waldstück, das eine Exklave bildet. Der Hallmannswiesenschlag grenzt an Eberbach, Asbach, Schönbrunn, Unterschwarzach, Flinsbach und Schwanheim.

## Geschichte
Michelbach bildet einen Ausbauort des frühen Mittelalters. Wie im Lorscher Codex belegt, wurde es 858 urkundlich erstmals erwähnt. Der Name steht für einen großen Bach.
Während die Landesherrschaft bei der Kurpfalz lag, waren es die Herren von Helmstatt und die Grafen von Löwenstein in Bezug auf die Ortsherrschaft.

## Verwaltungszugehörigkeit
Als Kurpfälzer Ort hatte Michelbach zur Stüber Zent gezählt und war dem Oberamt Heidelberg unterstanden. Mit deren Auflösung 1806 fiel es an Baden. Dort kam es zunächst zum Amt Neckarschwarzach, das aber bereits 1813 aufgelöst wurde. Zwischen 1813 und 1857 gehörte der Ort zum Bezirksamt Neckargemünd, dann bis 1914 zum Bezirksamt Eberbach und dann zum Bezirksamt Mosbach. Aus diesem ging 1939 der gleichnamige Landkreis hervor.

## Gemeinde
Michelbach hatte früher eine eigenständige Gemeinde gebildet. Im Februar 1974 wurde es nach Aglasterhausen eingemeindet.

## Verkehr
Durch Michelbach verläuft die Kreisstraße 3933, die die Landesstraße 590 im Norden mit der Landesstraße 532 im Süden verbindet.

## Religiöses
In Michelbach steht die evangelische Kirche unter Denkmalschutz.

## Söhne und Töchter des Ortes
- Kurt Wagner (1915–1986), Politiker der SPD